# Ouar de Homs
Le Ouar de Homs (en arabe : وعر حمص, signifiant littéralement « rocaille de Homs ») est compris « entre la montagne, le lac de Homṣ et l'Oronte » et délimité au sud par « la ligne de Tall Nabî Mand » et au nord par « Goûr, Tayibé, Tall Dau ». Un quartier de Homs, situé sur la rive gauche de l'Oronte, est appelé « al-Ouar ».